# Raveniola shixiu
Espèce
Raveniola shixiu est une espèce d'araignées mygalomorphes de la famille des Nemesiidae.

## Distribution
Cette espèce est endémique du Guangxi en Chine,. Elle se rencontre dans le xian de Lingui.

## Description
La femelle holotype mesure 17,63 mm.

## Systématique et taxinomie
Cette espèce a été décrite par Lin, Wang et Li en 2024.

## Étymologie
Cette espèce est nommée en référence à Shi Xiu, un des 108 brigands d'Au bord de l'eau.

## Publication originale
- Lin, Li, Mo & Wang, 2024 : « Thirty-eight spider species (Arachnida: Araneae) from China, Indonesia, Japan and Vietnam. » Zoological Systematics, vol. 49, no 1, p. 4-98.